# Scarabaeus xavieri
Scarabaeus xavieri là một loài bọ cánh cứng trong họ Bọ hung (Scarabaeidae).